# آتانو داس
آتانو داس (انگلیسی: Atanu Das؛ زادهٔ ۵ آوریل ۱۹۹۲) کماندار اهل هند است.
وی در مسابقات کشوری و بین‌المللی در مجموع برندهٔ ۲ مدال طلا، ۵ مدال نقره، ۷ مدال برنز شده‌است.